# Orci
Orci je vas na Madžarskem, ki upravno spada pod podregijo Kaposvári Šomodske županije.